# Gunnera magnifica
Gunnera magnifica är en gunneraväxtart som beskrevs av St. John. Gunnera magnifica ingår i släktet gunneror, och familjen gunneraväxter. Inga underarter finns listade.